# リチャード・フォータス

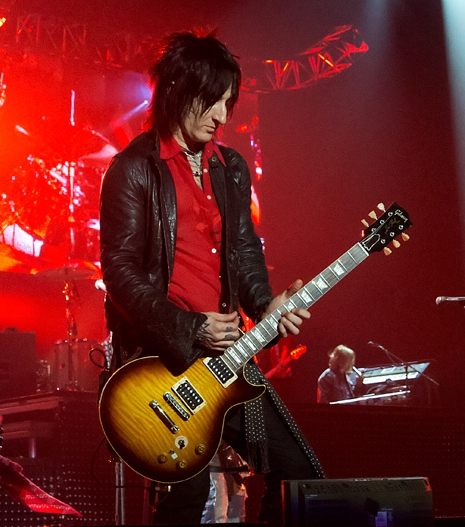
リチャード・フォータス

リチャード・フォータス（Richard Fortus、1966年11月17日 - ）は、アメリカ合衆国のロックミュージシャン。ミズーリ州セントルイス出身。ガンズ・アンド・ローゼズでは、リズムギター及びリードギター、バックコーラスを担当。ソロ活動も並行している。

## 経歴
Love Spit Loveでギタリストとして活動。
2000年、The Psychederic Fursの再結成に参加。ギターの他、エレクトリック チェロを演奏。
2002年、ガンズ・アンド・ローゼズに加入。「サマーソニック 2002」が初ステージとなる。
2007年のガンズ・アンド・ローゼズ日本公演では、ソロ・コーナーで「ENDLESS RAIN」を演奏した。翌2008年3月に行われたX JAPANのコンサート「攻撃再開 2008 I.V.〜破滅に向かって〜」にて、ウェス・ボーランド（リンプ・ビズキット、ブラック・ライト・バーンズ）とSUGIZO（LUNA SEA、翌年からX JAPANに加入）らと共にゲスト参加し、『オルガスム』と『X』をセッションした。
2008年、『チャイニーズ・デモクラシー』では作詞作曲に関与せず、数曲のリズムギターをレコーディングしている。
2018年4月14日、21日に開催されたCoachella 2018に、X JAPANのスペシャルゲストとして参加した。

## ディスコグラフィ

### 参加アルバム
- Love Spit Love - Love Spit Love（1994年）
- Love Spit Love - Trysome Eatone（1997年）
- The Psychederic Furs - Beautiful Chaos : Greatest Hits Live（2001年）
- Guns N' Roses - Chinese Democracy（2008年）

### DVD
- The Psychederic Furs　‐　Live from House of Blues (2001年)